# The Hollies
The Hollies är en brittisk popgrupp bildad 1962 i Manchester. Gruppen ingick i den första vågen av The British invasion, och var även en av de mest framgångsrika inom den. De brukar oftast ses som seriösare än tonårsband från tiden som till exempel Herman's Hermits. De var också kända för sin starka stämsång och sina harmonier. Namnet "The Hollies" tog gruppen av namnet för järnek (holly) som fanns hemma hos Graham Nash som juldekoration 1962 och efter Buddy Holly eftersom de spelade Buddy Holly-låtar.

## Biografi
I originaluppsättning bestod gruppen av Allan Clarke (sång), Graham Nash (gitarr, sång), Tony Hicks (gitarr, sång), Eric Haydock (basgitarr), och trummisen Don Rathbone. Rathbone ersattes dock snabbt av Bobby Elliott, som ofta blivit omnämnd som en mycket duktig trummis. 
Som så många andra brittiska grupper på den tiden började gruppen sin karriär med att göra covers på R&B-hits. Deras första stora framgång blev en cover på The Zodiacs "Stay" 1963, men det dröjde inte så länge innan det mesta blev mer egenproducerat material. 1964 hade de hits med "Just One Look" och "Here I Go Again" Gruppen hade dock inte lyckats slå igenom i USA ännu. "Yes I Will" och brittiska listettan "I'm Alive" båda 1965, gjorde heller inget intryck i staterna. Den första singeln att nå framgång i USA blev "Look Through Any Window" 1965 som nådde topp 40-placering.
Den 3 december 1965 gav Hollies i England ut en version av George Harrisons låt IF I Needed Someone - samma dag som The Beatles' egen version kom ut på LP:n Rubber Soul. Hollies' version slog dock inte - delvis därför att Harrison själv ogillade den.
I samma veva lämnade basisten Eric Haydock gruppen för att bli ersatt av Bernie Calvert. "I Can't Let Go" var en stor brittisk och europeisk hit våren 1966, men ignorerades på andra sidan Atlanten. Gruppens verkliga genombrott i USA var dock hitsingeln "Bus Stop" 1966, skriven av Graham Gouldman (som senare startade 10cc. "Stop Stop Stop" blev på hösten samma år deras andra stora amerikanska hitsingel, och var även en framgång i Europa.
"Bus Stop" följdes nästföljande år av hits som "On a Carousel" och "Carrie Anne". Dessa mer mainstream-inriktade låtar var varken för experimentella eller för lättviktiga och gjorde gruppen till ett "mellanalternativ" för poplyssnare. Hollies musikalbum från den här tiden, särskilt Evolution och Butterfly, var dock färgade av det psykedeliska musikklimatet. Man släppte också 1967 en psykedelisk singel, "King Midas in Reverse", som dock inte blev den framgång man hoppats på.
1968 hade gruppen europeiska framgångar med "Dear Eloise", "Jennifer Eccles" och "Listen to Me". Graham Nash lämnade gruppen efter den sist nämnda singeln, då han kände att han inte fick utrymme för sitt skapande och sina idéer. Han var sedan med och bildade "supergruppen" Crosby, Stills & Nash. Nashs försvinnande kom att markera början till slutet för gruppens storhetstid. Terry Sylvester från The Swinging Blue Jeans ersatte Nash. 
Nästa år, 1969, blev "Sorry Suzanne" en europeisk hit. Gruppens singlar från 1968-69 nådde dock bara halvhöga placeringar på USA:s Billboard Hot 100. Balladen "He Ain't Heavy, He's My Brother" var dock ett undantag då den nådde plats #7 i USA (#2 i hemlandet). Den låten var också gruppens sista svenska Tio i topp-hit.
Gruppen fick mindre hits i början på 1970-talet, men var inte lika stora som de en gång varit. Clarke lämnade gruppen 1971. Detta visade sig vara förhastat då CCR-inspirerade låten "Long Cool Woman (in a Black Dress)" där Allan Clarke sjöng blev en hit i USA och tog sig upp till plats #2. Detta var deras högsta placering någonsin på Billboard Hot 100-listan. Den svenska sångaren Mikael Rickfors ersatte Clarke och medverkade bland annat på singeln "The Baby" innan Clarke kom tillbaka 1973. Vid det här laget var bara Tony Hicks av originalmedlemmarna med i uppsättningen, om man inte räknar med Bobby Elliott, som var varit med sedan kort tid efter starten. När Clarke tog tillbaka sin plats fick gruppen en sista stor hit 1974, "The Air That I Breathe".
Gruppen fortsatte sedan under 1980 och 1990-talet som aktiv grupp. År 1983 återförenades Graham Nash, Allan Clarke, Bobby Elliott på LP:n What Goes Around....
2000 blev sångaren Carl Wayne medlem av gruppen, då Allan Clarke bestämt sig för att dra sig tillbaka. När Wayne avled 2004, kom Peter Howarth in som sångare. Förutom i Storbritannien är The Hollies fortfarande mycket populära och efterfrågade i Tyskland, Nederländerna och Belgien, där de kontinuerligt ger konserter året om.
2010 invaldes The Hollies i Rock and Roll Hall of Fame.

## The Hollies i Sverige
I Sverige var gruppen mycket populär och hade under åren 1964–1969 hela 19 låtar på Tio i topp-listan. I Sverige kunde gruppen få hits med låtar som inte getts ut som singlar någon annanstans. "Very Last Day" (1965) låg till exempel på Tio i topp 1966. "What's Wrong With the Way I Live" och "Stewball" från 1967 är två andra exempel. Sistnämnda låt blev år 1966 också utgiven i Sverige som EP:n "Folk Style", Parlophone (GEOS 264), med följande titlar på skivan: "Stewball" (Yellin-Rinzler-Harold) / "Fifi The Flea" (Ransford) / "I Am a Rock" (Paul Simon) / "Crusader" (Clarke-Hicks-Nash).
Första gången The Hollies framträdde i Sverige var i Kungliga Tennishallen i Stockholm 1965. Flera år i rad, från 1966 till och med 1969, gästade The Hollies de svenska folkparkerna, bland annat Finspångs Folkets Park 1966 & 1967 och Norrköpings Folkets Park 1969. Vid Finspångsbesöket 1966 skrev Graham Nash låten "Clown" - inte "Bus Stop", som felaktigt anges i boken "Hela Svenska Folkets Park" av Göran Willis & Staffan Bengtsson (2005). I en artikel i Svenska Dagbladet den 25 oktober 2003 berättar Tony Hicks: -"När jag tänker på Sverige är det folkparkerna jag minns". Vidare att han upplevde att han kände sig som hemma i Sverige.
På senare år har The Hollies turnerat i Sverige: år 2006 (Dalhalla), 2011 (Stockholm konserthus 8/9, Baltiska hallen i Malmö 9/9), 2014 (Göteborg 18/9, Malmö 19/9, Cirkus i Stockholm 20/9) och 2016 på Malmö Live 17/4 och Stockholm Cirkus 18/4.

## Diskografi

### Studioalbum
- Stay with the Hollies (1964)
- In The Hollies Style (1964)
- Hollies (1965)
- Would You Believe? (1966)
- For Certain Because... (1966)
- Evolution (1967)
- Butterfly (1967)
- Hollies Sing Dylan (1969)
- Hollies Sing Hollies (1969)
- Confessions of the Mind (1970)
- Distant Light (1971)
- Romany (1972)
- Out on the Road (1973)
- Hollies (1974)
- Another Night (1975)
- Write On (1976)
- Russian Roulette (1976)
- A Crazy Steal (1978)

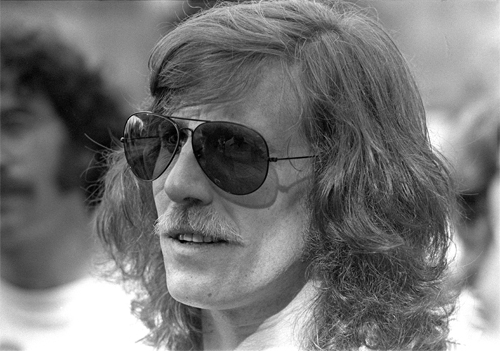
Graham Nash 1976

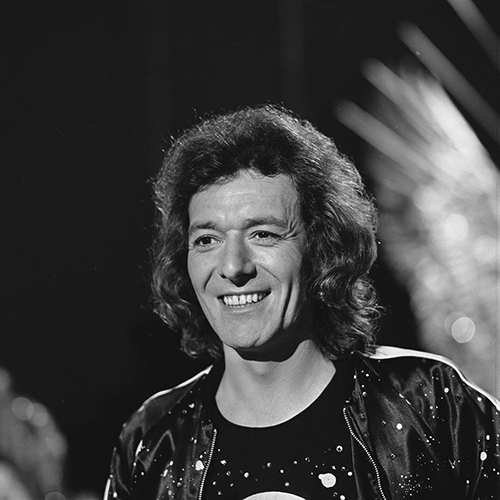
Allan Clarke 1974

- Five Three One - Double Seven O Four (1979)
- Buddy Holly (1980)
- What Goes Around... (1983)
- Staying Power (2006)
- Then, Now, Always (2009)

### Amerikanska utgåvor
- Here I Go Again (1964)
- Hear! Here! (1965)
- Beat Group! (1966)
- Bus Stop (1966)
- Stop! Stop! Stop! (1966)
- Dear Eloise / King Midas in Reverse (1967)
- Words and Music by Bob Dylan (1969)
- He Ain't Heavy, He's My Brother (1969)
- Moving Finger (1970)

### Livealbum
- Hollies Live (1977)
- Archive Alive! (1997)
- Radio Fun - A BBC Recording (2012)
- Live Hits! (2013)

### Samlingsalbum
- Hollies' Greatest Hits (1967)
- Hollies' Greatest (1968)
- Hollies' Greatest/Vol. 2 (1972)
- The Hollies' Greatest Hits (1973)
- The History of The Hollies: 24 Genuine Top Thirty Hits (1975)
- Clarke, Hicks, Sylvester, Calvert, Elliott (1977)
- 20 Golden Greats (1978)
- The Best of The Hollies EPs (1978)
- The Other Side of The Hollies (1978)
- The Best of The Hollies (1980)
- Nothing But the Very Best (1982)
- Their 40 Greatest Hits (1986)
- The Hollies Collection (1986)
- All the Hits & More – The Definitive Collection (1988)
- Rarities (1988)
- Epic Anthology: From the Original Master Tapes (1990)
- The Air That I Breathe – The Very Best of The Hollies (1993)
- The Hollies at Abbey Road 1963–1966 (1997)
- The Hollies at Abbey Road 1966–1970 (1998)
- The Hollies at Abbey Road 1973–1989 (1998)
- Orchestral Heaven (2000)
- Super Hits (2001)
- Greatest Hits (2003)
- The Long Road Home (2003)
- Midas Touch: The Very Best of The Hollies (2010)
- Clarke, Hicks & Nash Years: The Complete Hollies April 1963 – October 1968 (2011)
- The Hollies - Essential (2012)